# Донзенак
Донзенак (фр. Donzenac) је насељено место у Француској у региону Лимузен, у департману Корез.
По подацима из 2011. године у општини је живело 2566 становника, а густина насељености је износила 106,38 становника/km².

## Демографија
| 1962. | 1968. | 1975. | 1982. | 1990. | 2011. |
| ----- | ----- | ----- | ----- | ----- | ----- |
| 2.059 | 1.884 | 1.795 | 1.908 | 2.050 | 2.566 |